# Band RN
Band RN é uma emissora de televisão brasileira sediada em Natal, capital do estado do Rio Grande do Norte. Opera no canal 3 (30 UHF digital) e é uma emissora própria da Band. Seus estúdios estão localizados no bairro da Candelária e sua antena de transmissão está no Parque das Dunas, no Tirol. A emissora também possui uma sucursal em Maceió, Alagoas, operando comercialmente como Band Maceió.

## História

### TV Potengi (1990-2008)

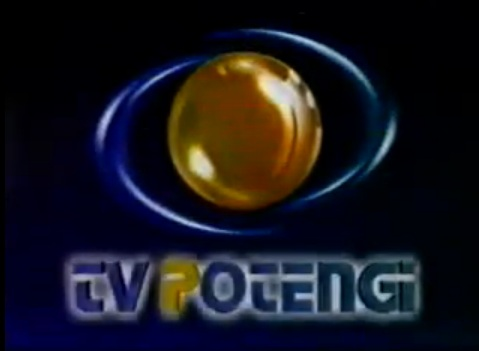
Logotipo da TV Potengi, usado até a compra pela Band em 2008

No fim da década de 1980, o ex-senador do Rio Grande do Norte, Geraldo Melo, ganha do Governo Federal a concessão do canal 3 VHF de Natal. A razão social da futura emissora, Televisão Novos Tempos Ltda. (usada até hoje) era uma referência ao slogan institucional da gestão de Melo à frente do governo estadual, entre 1987 e 1991.
A TV Potengi foi inaugurada em 7 de setembro de 1990, feriado da Independência do Brasil, sendo a quinta emissora da cidade e tendo como afiliação a Rede Bandeirantes. Se destacava pela cobertura de eventos especiais, como a vinda do Papa João Paulo II à Natal em 1991, eleições, campeonatos de surf, kart e futebol, o Carnatal, entre outros. Foi também a primeira televisão potiguar a usar sistematicamente unidade móvel em transmissões e reportagens ao vivo.
Em meados da década de 1990, uma crise fez o canal suspender toda a sua produção local por vários anos, mudar-se da sua sede para um pequeno galpão no bairro do Alecrim, e a se desfazer de grande parte de seus equipamentos. Em agosto de 2007, a imprensa norte-rio grandense noticiou que Johnny Saad, presidente do Grupo Bandeirantes de Comunicação, havia se tornado sócio da emissora, de modo que a mesma recebesse investimentos e passasse por um processo total de recuperação.

### Emissora própria da Band (2008-presente)
Posteriormente, o Grupo Bandeirantes de Comunicação assumiu o controle total da TV Potengi, e em 28 de outubro de 2008, a emissora passa a se chamar Band Natal, tornando-se a 12.ª emissora própria da Band A partir daí, a emissora passou a liderar um processo de expansão da rede na Região Nordeste, que há tempos carecia de afiliadas em três estados (Ceará, Sergipe e Alagoas), através de uma programação que atendesse os gostos da população nordestina em geral. No entanto, apenas Fortaleza e Maceió e cidades adjacentes chegaram a receber o sinal da Band Natal. Na cidade de Aracaju, foi optada a retransmissão do sinal da Band Bahia.
A Band Natal gerava dois sinais diferentes: O primeiro é transmitido para sua região de cobertura, o estado do Rio Grande do Norte, onde é exibida a programação nacional da Band intercalada com a programação local da Band Natal. Já o segundo, que é dito como sinal da Band Nordeste, é transmitido via satélite, que inclui programas terceirizados e propagandas comercializadas paralelamente.
Esse sinal era transmitido para a cidade de Fortaleza no canal 20 UHF, com uma média potência de sinal. Com a TV Jangadeiro voltando a se tornar afiliada da Band a partir de 2012, o sinal da Band Nordeste foi cortado e o canal passou a retransmitir provisoriamente a NordesTV, que foi lançada como afiliada do SBT. Com a mudança da NordesTV para o canal 27 UHF, o canal 20 passou a retransmitir a Rede 21, outra emissora do Grupo Bandeirantes.
Em 31 de agosto de 2018, a emissora abandonou o nome Band Natal como marca secundária, e passou a adotar o nome Band RN. Em 2019, a Band aumenta sua presença em Alagoas, criando um estúdio em Maceió, além de contratar os jornalistas Luiz Alberto Fonseca e Henrique Pereira, vindos da TV Pajuçara, para a criação do primeiro telejornal feito em Maceió e também exibido para o Rio Grande do Norte, o Bora NE. Em 2020, a emissora adquire os direitos de transmissão do Campeonato Alagoano de Futebol, gerado em Alagoas e novamente com exibição nos dois estados.
Em 14 de agosto, a Band RN anunciou a transmissão do Campeonato Brasileiro Série D, exibindo os jogos do ABC como mandante no campeonato. Em 17 de agosto, estreou o jornalístico Bora RN apresentado por Mariana Rocha e Heloísa Guimarães.
Em 1 de fevereiro de 2021, o canal fechou um acordo com a Federação Norte Rio Grandense de Futebol para a aquisição do Campeonato Potiguar de Futebol, válido pelas temporadas 2021 e 2022, com a cobertura exclusiva em TV aberta aos domingos a tarde, além de alguns espaços nas noites de quarta-feira em rede nacional.
No dia 11 de junho de 2010, a Band Natal iniciou as suas transmissões digitais no canal 30 UHF, sendo a segunda emissora do Rio Grande do Norte a disponibilizar o seu sinal digital.
Em 2020, com a suspensão de aulas em virtude da pandemia do Coronavírus, a emissora firmou parcerias com secretarias municipais e estaduais de educação para a transmissão de teleaulas em seus subcanais digitais. No subcanal 2.3, os alunos do 6.º ao 9.º ano da rede pública de Parnamirim passaram a acompanhar as teleaulas a partir de 17 de agosto. Em 8 de setembro, passaram a ser exibidas teleaulas para alunos da rede pública municipal de Natal que cursam o 9.º ano, no subcanal 2.2. E em 14 de outubro, alunos da rede pública estadual que cursam o ensino fundamental, médio e Educação de Jovens e Adultos (EJA) passaram a acompanhar teleaulas através do subcanal 2.4.
Transição para o sinal digital
Com base no decreto federal de transição das emissoras de TV brasileiras do sinal analógico para o digital, a Band Natal, bem como as outras emissoras de Natal, cessou suas transmissões pelo canal 3 VHF em 30 de maio de 2018, seguindo o cronograma oficial da ANATEL.